# Egernia depressa
Egernia depressa là một loài thằn lằn trong họ Scincidae. Loài này được Günther mô tả khoa học đầu tiên năm 1875.

## Hình ảnh

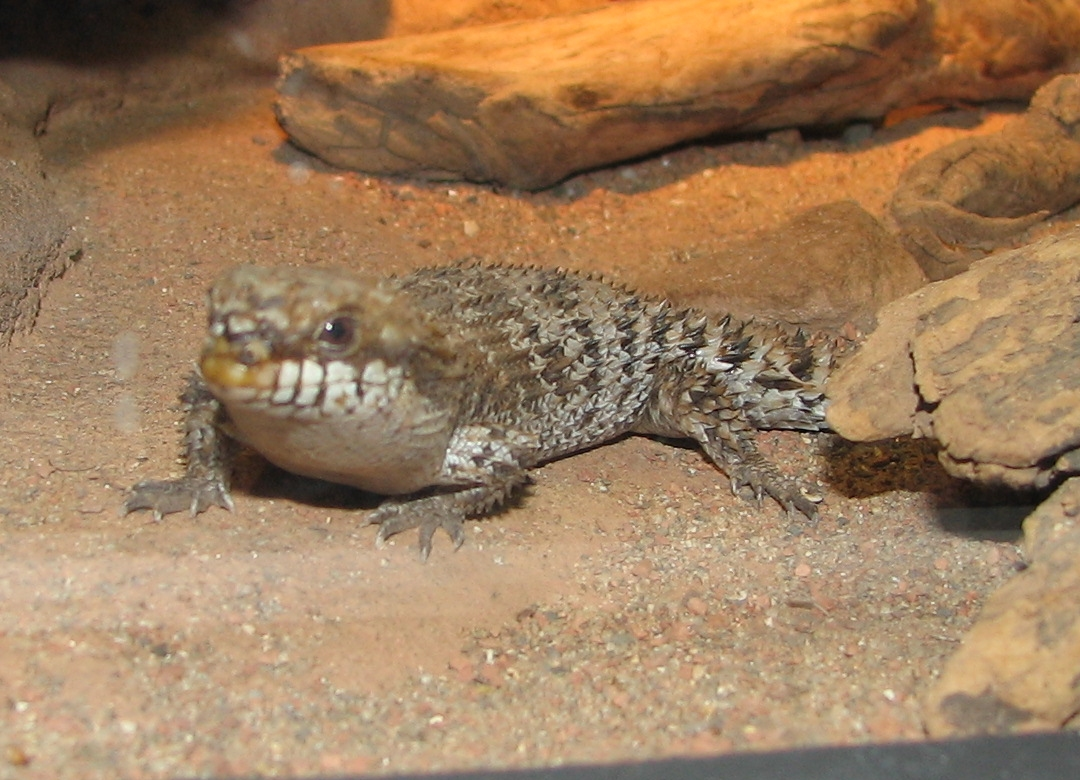
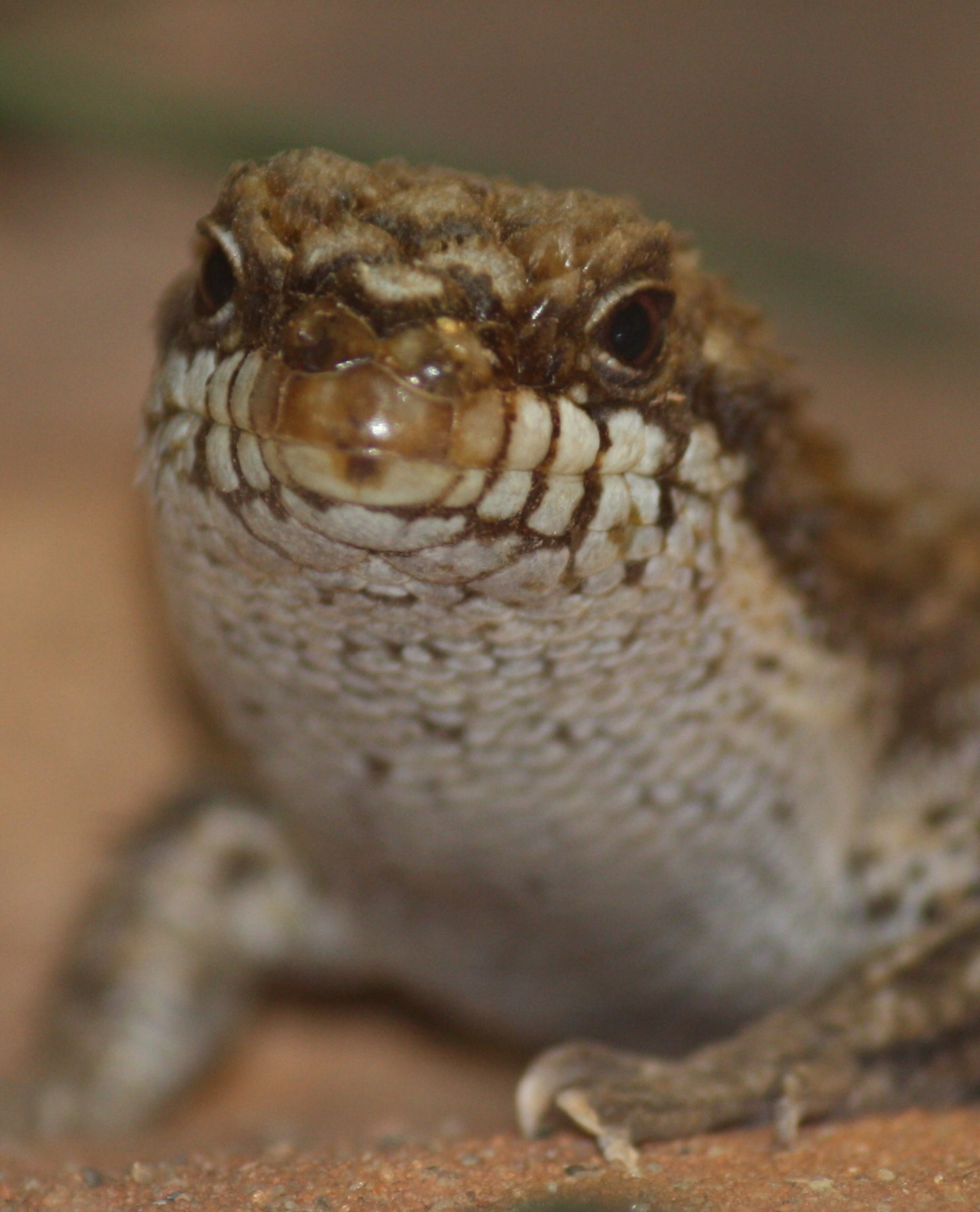
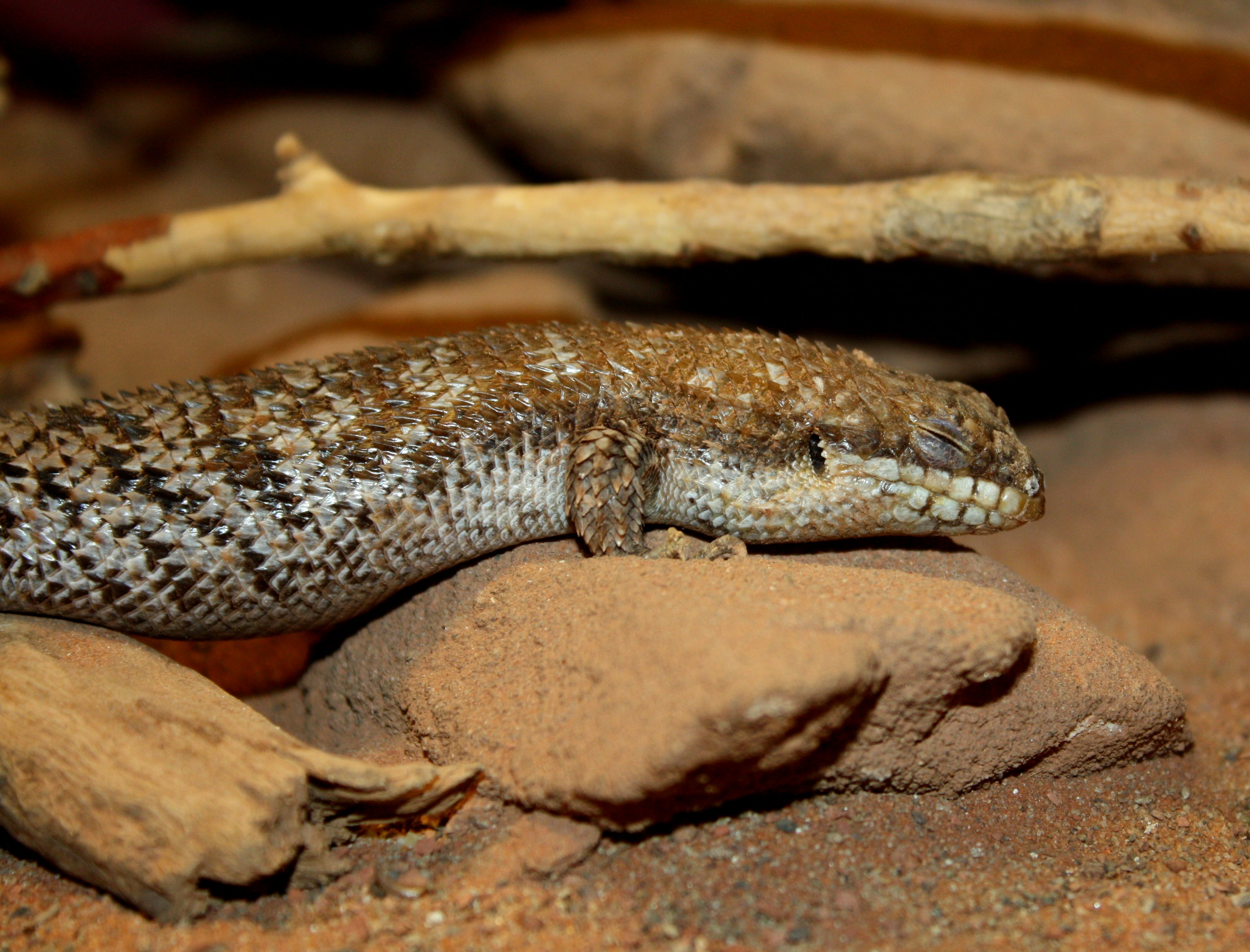
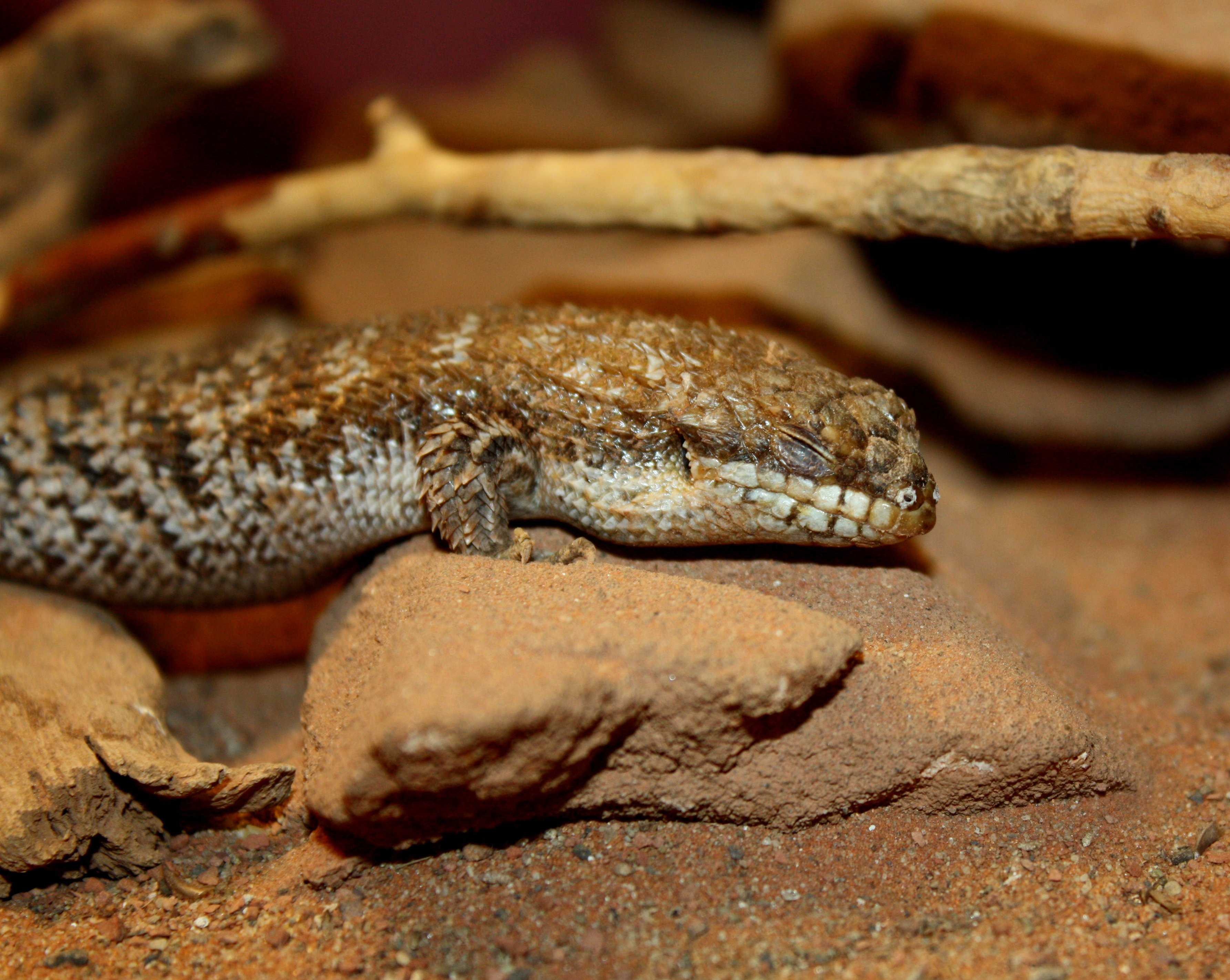